# Reminiscence
Reminiscence is een Amerikaanse neo noir sciencefiction-thriller uit 2021, geschreven en geregisseerd door Lisa Joy in haar regiedebuut. De hoofdrollen woreden vertolkt door Hugh Jackman, Rebecca Ferguson, Thandiwe Newton en Cliff Curtis. De film vertelt het verhaal van een man die een machine gebruikt die de herinneringen van mensen kan zien om zijn vermiste liefde te vinden. Joy produceert ook samen met haar man en creatieve partner Jonathan Nolan.

## Verhaal
Nick Bannister is een stoere en eenzame veteraan die in Miami woont dat wordt overspoeld door de stijgende zeespiegel. Bannister leeft van het feit dat hij als zzp'er zijn klanten de mogelijkheid biedt om elke gewenste herinnering opnieuw te beleven. Dat leven verandert als hij Mae ontmoet.

## Rolverdeling
| Acteur           | Personage                |
| ---------------- | ------------------------ |
| Hugh Jackman     | Nicolas "Nick" Bannister |
| Rebecca Ferguson | Mae                      |
| Thandiwe Newton  | Emily "Watts" Sanders    |
| Cliff Curtis     | Cyrus Boothe             |
| Marina de Tavira | Tamara "Swati" Sylvan    |
| Daniel Wu        | Saint Joe                |
| Mojean Aria      | Sebastian Sylvan         |
| Brett Cullen     | Walter Sylvan            |
| Natalie Martinez | Avery Castillo           |
| Angela Sarafyan  | Elsa Carine              |

## Release
De film ging in première op 11 augustus 2021 in de BFI IMAX bioscoop in Londen. Reminiscence werd uitgebracht door Warner Bros. Pictures in de Verenigde Staten op 20 augustus 2021 en heeft ook een gelijktijdige release van een maand in het land op het advertentievrije niveau van de HBO Max-streamingservice.

## Ontvangst
Op Rotten Tomatoes heeft Reminiscence een waarde van 38% en een gemiddelde score van 5,10/10, gebaseerd op 151 recensies. Op Metacritic heeft de film een gemiddelde score van 46/100, gebaseerd op 41 recensies.